# 撫順市
撫順市（ぶじゅんし、フーシュンし、満洲語：ᠸᡠᠰᡞまたはᡶ᠋ᡠᡧᡠᠨ 転写：fusi/fušun）は、中華人民共和国遼寧省に位置する地級市。

## 地理

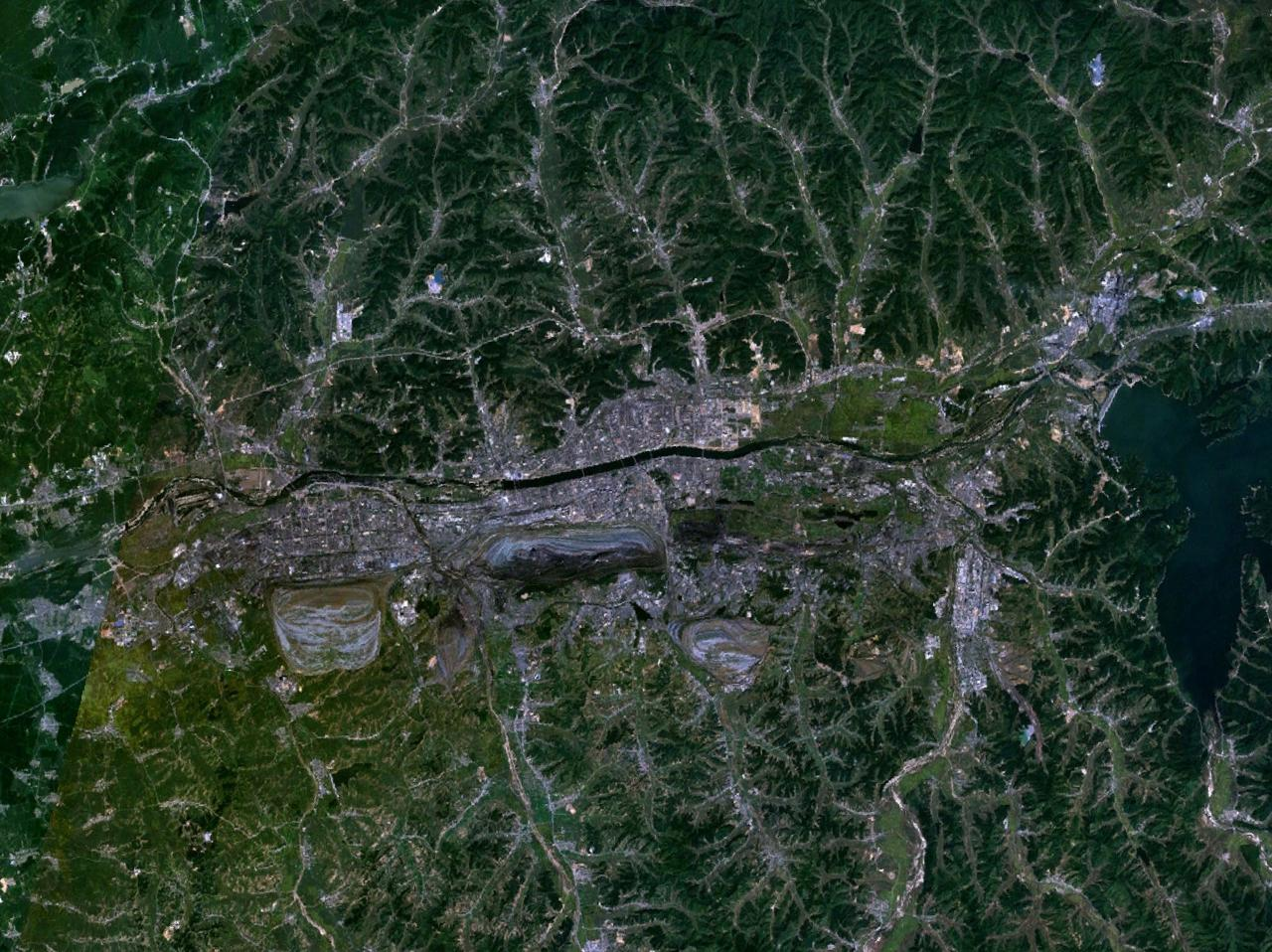
撫順の衛星画像。左右（東西）に貫く渾河両岸に市街地があり、その南に2つの楕円形の大きな露天坑が開いている

撫順市は遼寧省北部に位置し、瀋陽市からの距離は約45kmと、省都の衛星都市として機能している。かつての炭鉱都市で、市内には渓谷のように巨大な露天掘り炭鉱跡が現在も残されている。
渾河に沿って伸びる市街地は南北と東を山に囲まれた平野にあり、市域の西側に偏っている。市域の東側は吉林省からつながる山地となっており森林が多い。大陸性気候であり年平均気温は6.6度。
人口の4分の3を漢民族が占め、他に満族を中心に朝鮮族、回族などの少数民族が居住する。

## 歴史

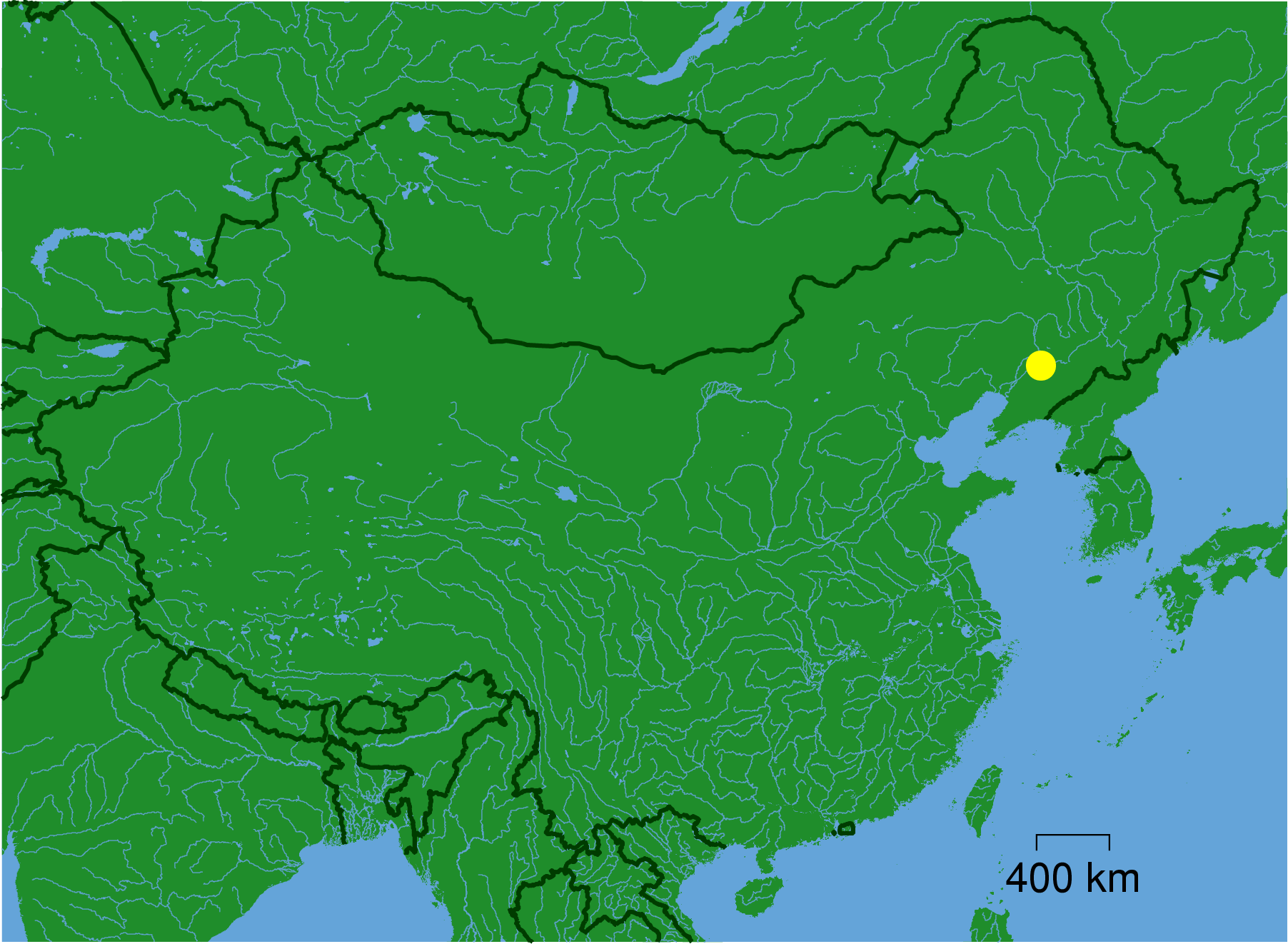
中国での位置

ここは女真族（現在の満洲族）が多く住む地であり、高爾山には中国大陸の歴代王朝が城を築いてきた。1384年、高爾山の南麓、渾河の北に撫順城が明によって建てられた。1616年、ヘトゥアラ（現在の撫順市新賓満族自治県）に生まれ、ヘトゥアラを本拠とするヌルハチは後金の建国を宣言。1619年、後金の征伐に派遣された明の大軍に対し、後金の軍は撫順近郊のサルフで対峙し、数で勝る明軍を破った（サルフの戦い）。ヌルハチは1622年に都を遼陽に遷し、ヘトゥアラは1636年に興京と改名された。

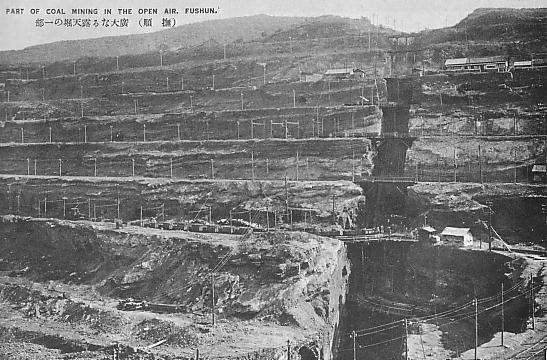
満洲国時代の露天掘り炭鉱

撫順炭鉱は、七百年ほど前に、高麗人によって採掘された。当時は陶器製造の燃料として使われていたものと伝えられる。その後、清朝は「風水に害あり」との理由から採掘禁止としていたが、1901年、清国政府の許可の下、清国民族資本により採掘が開始された。その後ロシア資本が進出、東清鉄道の南満洲支線（ハルビン - 大連間）が建設された後に奉天（瀋陽）－撫順の支線も敷設され、撫順炭田には東清鉄道の「鉄道付属地」（中国の行政権・司法権などが及ばない治外法権地域）が設置された。
日露戦争後の1905年には鉄道及びその付属地は日本の手に渡り、1907年には南満洲鉄道（満鉄）の管理下に移った。炭鉱周辺は広大な鉄道付属地（満鉄附属地）となり、駅と炭鉱の周囲に新市街が建設され、満鉄による行政が行われた。
1917年に炭鉱で粉塵爆発が発生して917人が死亡する事故を経て露天掘りに移行、大規模な石炭採掘が行われるなど満鉄を支える重要な財源となり、撫順の付属地の人口は10万を超え満鉄附属地の中でも最大であった。また撫順の石炭と鞍山の鉄鉱石を組み合わせて、鞍山製鉄所（後の昭和製鋼所）が稼動した。

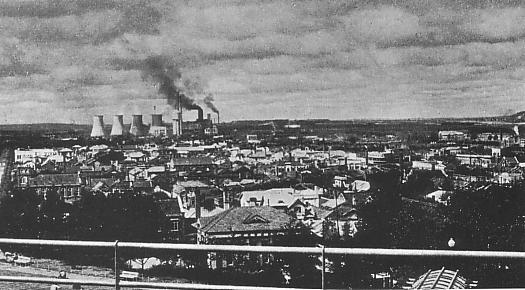
1940年頃の撫順全景

満鉄施設襲撃するゲリラ活動が激化していたが、満洲国承認日の1932年9月15日にはゲリラによる撫順炭鉱襲撃事件にて、炭鉱側職員が惨殺と施設の焼き討ちされて、操業が一時停止する事態になった。
1945年8月のソ連対日参戦で満洲国は崩壊し、同年10月には中国共産党中央東北局が撫順市政府を設立する。撫順の監獄には関東軍捕虜や満洲国官僚、また満洲国皇帝であった愛新覚羅溥儀と皇弟の溥傑と、1950年にシベリア抑留から移送された戦犯約1000人が6年間撫順戦犯管理所に収容された。管理所では強制労働・学習など一切の強制はなく人道的に扱われた。彼らは戦時中の「三光作戦」など虐殺を反省した結果、1956年の特別軍事法廷でが起訴されたのは僅か45人で一人の無期も死刑もなかった。周恩来が死刑も無期もあった判決原案認めず4回も書き直しを命じた結果である。他全員は起訴免除とされ56年に帰国を許され中国帰還者連絡を結成し自分たちの戦争体験（加害の）証言を続けた。この事実はNHKが「戦犯たちの告白」（1989.8.15 NHKスペシャル終戦特番　45分）や、ドキュメンタリー「NHKスペシャル “認罪”～中国撫順戦犯管理所の6年」（2008.11.30 BSハイビジョン特集）でも放送した。
1949年の中華人民共和国の建国後、撫順は遼東省や遼西省などから独立した中央直轄市となったが、1954年8月に遼寧省に統合された。石炭の露天掘りは続けられ、その露天坑の深さは200mを超えた。1962年、中国人民解放軍の模範兵士とされる雷鋒が撫順の輸送部隊に配属されていた頃、倒れたトラックを立て直す作業を指揮していた時に、支える棒が頭を直撃して殉職した。死後、彼は毛沢東により模範的な人物と称賛され、中国全土で『雷鋒に学べ』という大規模なプロパガンダが繰り広げられた。今日でも彼は英雄とされ、故郷の湖南省同様、撫順にも記念館や記念碑が建っている。
撫順の産業を支えてきた露天掘り炭鉱はほぼ掘りつくされている。石炭業の衰退に伴い産業転換を迫られ、現在の主産業は石油化学工業などとなっている。
満洲族は中華人民共和国政権から警戒され、自治区や自治州の設置が認められないため、自治県に留まっている。2018年にはチャイナドレスの故郷として、第1回国際チャイナドレスモデルコンテスト決勝大会開催された。

## 行政区画
4市轄区・1県・2自治県を管轄する。
- 市轄区：
  - 順城区・望花区・新撫区・東洲区
- 県：
  - 撫順県
- 自治県：
  - 清原満族自治県・新賓満族自治県

| 撫順市の地図                                                       |
| ------------------------------------------------------------------ |
| 新 撫 区 東洲区 望花区 順城区 撫順県 新賓満族自治県 清原満族自治県 |

### 年表
この節の出典

#### 撫順市
- 1949年10月1日 - 中華人民共和国撫順市が発足。望花区・新安区・南花園区を設置。(3区)
- 1951年 - 市内行政区域の再編により、望花区・新安区・南花園区・中心区・新撫区を設置。(5区)
- 1952年9月12日 - 遼東省撫順県の一部が分立し、一区から六区までの区が発足。(11区)
- 1953年6月12日 (9区)
  - 二区・三区が合併し、章党区が発足。
  - 五区・六区が合併し、撫南区が発足。
  - 一区が撫西区に、四区が五龍区にそれぞれ改称。
- 1953年6月15日 (9区)
  - 中心区および南花園区の一部が合併し、勝利区が発足。
  - 南花園区が露天区に改称。
- 1954年6月19日 - 遼寧省に編入され、遼寧省撫順市となる。

#### 遼寧省撫順市
- 1956年5月23日 (9区)
  - 撫西区・章党区のそれぞれ一部が鉄嶺専区鉄嶺県に編入。
  - 章党区の一部が鉄嶺専区清原県に編入。
  - 撫南区の一部が瀋陽市東郊区・南郊区・西郊区・北郊区の各一部と合併し、瀋陽市瀋陽県となる。
  - 五龍区・撫南区の各一部が本渓市橋頭区・草河口区・小市区の各一部と合併し、本渓市本渓県となる。
  - 五龍区の一部が鉄嶺専区新賓県に編入。
  - 瀋陽市東郊区の一部が望花区に編入。
- 1956年7月3日 (5区)
  - 撫南区・五龍区が本渓市本渓県に編入。
  - 新安区および章党区の一部が合併し、東洲区が発足。
  - 新撫区および撫西区の一部が合併し、新撫区が発足。
  - 撫西区の一部が分立し、河北区が発足。
  - 章党区の残部が遼陽専区瀋陽県、鉄嶺専区鉄嶺県・清原県に分割編入。
  - 撫西区の残部が遼陽専区瀋陽県、鉄嶺専区鉄嶺県・清原県に分割編入。
  - 勝利区が新撫区に編入。
- 1957年12月3日 (7区)
  - 本渓市本渓県の一部が分立し、五龍区・撫南区が発足。
  - 東洲区の一部が分立し、章党区が発足。
  - 東洲区の残部が露天区に編入。
- 1958年8月14日 - 五龍区が撫南区に編入。(6区)
- 1958年12月20日 (5区2県)
  - 鉄嶺専区新賓県・清原県を編入。
  - 撫南区が露天区に編入。
- 1959年5月25日 (4区2県)
  - 露天区の一部が分立し、郊区が発足。
  - 章党区が露天区・郊区に分割編入。
  - 河北区が新撫区に編入。
- 1961年7月9日 - 郊区が県制施行し、撫順県となる。(3区3県)
- 1964年2月12日 - 新賓県・清原県が瀋陽専区に編入。(3区1県)
- 1968年12月26日 - 瀋陽専区新賓県・清原県を編入。(3区3県)
- 1978年12月16日 - 撫順県・望花区・露天区のそれぞれ一部が合併し、郊区が発足。(4区3県)
- 1982年4月15日 - いわき市と姉妹都市制定｡
- 1985年1月17日 - 新賓県が自治県に移行し、新賓満族自治県となる。(4区2県1自治県)
- 1988年3月16日 - 郊区が順城区に改称。(4区2県1自治県)
- 1989年6月29日 - 清原県が自治県に移行し、清原満族自治県となる。(4区1県2自治県)
- 1999年6月16日 (4区1県2自治県)
  - 露天区・新賓満族自治県の各一部が撫順県に編入。
  - 露天区の残部・順城区の一部が合併し、東洲区が発足。
  - 順城区の一部が新撫区・望花区・撫順県に分割編入。
  - 新撫区の一部が順城区に編入。
  - 撫順県の一部が望花区・新賓満族自治県に分割編入。
  - 清原満族自治県の一部が新賓満族自治県に編入。
- 2004年9月11日 - 撫順県の一部が東洲区に編入。(4区1県2自治県)

## 交通

### 鉄道
- 中国国家鉄路集団
  - 瀋白旅客専用線（中国語版）（建設中）
  - 瀋吉線
  - 瀋撫都市間鉄道
- 瀋陽有軌電車

### 道路
- 高速道路
  -  遼中環状高速道路
  -  瀋吉高速道路
  -  撫通高速道路（中国語版）
  -  永桓高速道路（中国語版）
- 国道
  -  G202国道
  -  G229国道（中国語版）
  -  G230国道

## 名所
- 清の永陵
- 薩爾滸（サルフ）風景区
- 元帥陵 - 1928年に爆殺された張作霖のために1929年から作られた墓地。サルフ山山系の森林にあり、大伙房ダムの湖岸にある。
- 撫順戦犯管理所 - 日本人捕虜や愛新覚羅溥儀らの資料が展示されている。
- 平頂山事件跡地 - 事件の記念碑や、遺骨の埋められた地中をそのまま展示している「平頂山殉難同胞遺骨館」などがある。
- 高爾山風景区 - 市街に隣接した小高い丘。古来より城が築かれてきた。
- 月牙島生態公園
- 撫順市雷鋒記念館

## スポーツ
- 中国サッカー・スーパーリーグのプロチーム「遼寧足球倶楽部」の本拠地。遼寧足球倶楽部のホームスタジアムは、雷鋒スタジアム。

## 出身者
- ヌルハチ（努爾哈赤）[3]
- ホンタイジ（皇太極）
- ドルゴン（多爾袞）
- 張煥相
- 丁超
- 呂栄寰
- 金名世
- 徐箴
- 魯昕
- 李斌
- 佟大為
- 王楠
- 劉詩雯
- 木子
- 小山修加

## 死没者
- 李如松
- 張莘夫
- 張景恵
- 雷鋒

## 姉妹都市

### 国内
- 長沙市、中国
- 南通市、中国
- 泉州市、中国

### 国外
- いわき市、日本 1982年
- 夕張市、日本 1982年
- グラートベック、ドイツ 1988年
- アラド、ルーマニア 1994年
- フォスターシティ、アメリカ合衆国 1995年
- 富川市、大韓民国 2007年